# Церковь Святого Лаврентия (Варшава)
Церковь Святого Лаврентия (пол. Kościół Św. Wawrzyńca) — церковь в архиепархии Варшавы Римско-католической церкви в столице Польши. Храм расположен в дзельнице Воля. После Ноябрьского восстания церковь была передана властями православной общине и стала храмом в честь Владимирской иконы Божией Матери. После восстановления государственности Польши, храм вернули католической общине и заново освятили в честь святого Лаврентия.

## История
Церковь в селе Велька Воля была основана в XIV веке. Храм впервые упоминается в послании антипапы Иоанна XXIII в 1412 году. До XVII века приход Святого Лаврентия был приписан к собору Святого Иоанна Крестителя. В 1611 году деревянная церковь в Велька Воле получила статус независимого прихода.
Во время оккупации Варшавы протестантами-шведами в 1655 году деревянная церковь сгорела. Вскоре она была восстановлена снова из дерева. В 1695 году по инициативе Николая Поплавского, декана Варшавского началось строительство каменного храма. Средства на эти цели были выделены королевой Марией Казимирой Польской. После смерти короля Яна III Собеского, работы приостановились. Строительство закончилось только в 1755 году. Изначально строительство храма велось по проекту Иоахима Даниэля Яуха, главного королевского архитектора, затем его сменил Иоганн Фридрих Кнобель.
Однонефная церковь была построена в форме прямоугольника с многоугольной алтарной частью. Во время осады Варшавы в 1794 году пруссаками церковь была разрушена. В 1807 её восстановили, в 1811 году освятили. В 1831 году храм был снова разрушен во время восстания. В 1834 церковь была передана православной общине и освящена в честь Владимирской иконы Божией Матери, в день празднования которой русская армия подавила восстание в Варшаве. В ознаменование своей победы русскими у церковной стены были положены 12 пушечных ядер, а в 1845 году установлены шесть мемориальных досок с именами участников штурма города.
Во время Первой мировой войны храм был возвращен католической общине германской оккупационной администрацией. В 1919 году православная община была изгнана из храма окончательно. В 1923 году приход был снова освящён в честь Святого Лаврентия.
В с началом Второй мировой войны в 1939 году церковь не получила значительных повреждений. В августе 1944 года во дворе храма нацисты проводили массовые расстрелы гражданского населения и подожгли церковь, которая была восстановлена после войны. В настоящее время существует проект устройства в доме притча дом престарелых для отставных клириков.